# Tom Kindness
Thomas Norman Kindness, né le 26 août 1929 et mort le 8 janvier 2004 était un membre de la Chambre des représentants des États-Unis, représentant l'Ohio du 3 janvier 1975 au 3 janvier 1987.